# Grote Prijs Jef Scherens 2023
Il Grote Prijs Jef Scherens 2023, cinquantaseiesima edizione della corsa e valida come prova dell'UCI Europe Tour 2023 categoria 1.1, si svolse il 15 agosto 2023 su un percorso di 192,4 km, con partenza e arrivo a Lovanio, in Belgio. La vittoria fu appannaggio del belga Arnaud De Lie, il quale completò il percorso in 4h29'07", alla media di 42,896 km/h, precedendo il connazionale Stan Van Tricht e il francese Axel Laurance.
Sul traguardo di Lovanio 78 ciclisti, dei 139 partenti, portarono a termine la competizione.

## Squadre e corridori partecipanti
| N.      | Cod. | Squadra                     |
| ------- | ---- | --------------------------- |
| 1-7     | ADC  | Alpecin-Deceuninck          |
| 11-17   | ICW  | Intermarché-Circus-Wanty    |
| 21-27   | COF  | Cofidis                     |
| 31-37   | ARK  | Team Arkéa-Samsic           |
| 41-47   | LTD  | Lotto Dstny                 |
| 51-57   | BWB  | Bingoal WB                  |
| 61-67   | BEB  | Bolton Equities Black Spoke |
| 71-77   | HPM  | Human Powered Health        |
| 81-87   | IPT  | Israel-Premier Tech         |
| 91-96   | TFB  | Team Flanders-Baloise       |
| 101-106 | TEN  | TotalEnergies               |

| N.      | Cod. | Squadra                     |
| ------- | ---- | --------------------------- |
| 111-117 | BTL  | Baloise-Trek Lions          |
| 122-127 | ABC  | Abloc CT                    |
| 132-137 | BCY  | Beat Cycling Club           |
| 141-147 | GDM  | Materiel-Velo.com           |
| 151-157 | SPC  | Saint Piran                 |
| 161-167 | SVL  | Saris Rouvy Sauerland Team  |
| 171-177 | SQD  | Soudal-Quick-Step Devo Team |
| 181-187 | TIS  | Tarteletto-Isorex           |
| 191-197 | TDT  | TDT-Unibet Cycling Team     |
| 201-207 | VWE  | VolkerWessels Cycling Team  |

## Ordine d'arrivo (Top 10)
| Pos. | Corridore          | Squadra     | Tempo    |
| ---- | ------------------ | ----------- | -------- |
| 1    | Arnaud De Lie      | Lotto       | 4h29'07" |
| 2    | Stan Van Tricht    | Soudal Devo | s.t.     |
| 3    | Axel Laurance      | Alpecin     | a 1"     |
| 4    | Axel Zingle        | Cofidis     | s.t.     |
| 5    | Jordy Bouts        | TDT         | a 8"     |
| 6    | Victor Campenaerts | Lotto       | a 11"    |
| 7    | Cédric Beullens    | Lotto       | a 57"    |
| 8    | Dimitri Peyskens   | Bingoal WB  | a 1'03"  |
| 9    | Arjen Livyns       | Lotto       | a 1'16"  |
| 10   | Giacomo Nizzolo    | Israel      | s.t.     |